# Древногръцко грънчарство
Древногръцкото грънчарство е един от най-осезаемите изобразителни елементи на древногръцкото изкуство.
Цветните вази и късове от глинени съдове на древните гърци са оцелели в голям брой и високо се ценят от колекционерите. Древногръцките грънчарство и керамични фрагменти са едни от най-ценните инструменти, които археолози използват за изучаване на древногръцката история.
Към древногръцката керамика се отнасят съдовете, изработени в периода от IX до III век пр.н.е. Образци са намерени в цяла континентална Гърция, по бреговете на Мала Азия, в Италия (Магна Греция и Етрурия), както и в гръцките колонии.

## Употреба
Обикновено древните гърци изработват вазите си за всекидневна употреба. Повечето оцелели съдове са предназначени за пиене или съхранение – амфори, кратери (купи за смесване на вино и вода), хидрии (гърнета за вода), купи за възлияния и чаши. Намирани са също рисувани погребални урни. Правени са и голям брой миниатюри, оставяни като дарове в храмовете. През Елинистичната епоха са произвеждани голям брой вази, но повечето от тях нямат съществена художествена стойност.
В ранните периоди дори малките гръцки полиси произвеждат керамични съдове за собствения си район, разнообразни по стил и стандарти. Керамика с висока художествена стойност е изработвана на някои от егейските острови – в Крит и богатите гръцки колонии в южна Италия и Сицилия. До късния aрхаичен и ранния класически период започват да доминират двете велики търговски сили – Коринт и Атина. Техните вази са изнасяни по целия гръцки свят, измествайки местните разновидности, което се доказва от късове от глинени съдове, намирани в Испания и Украйна. В Италия са толкова често срещани, че колекционирането им започва през XVIII век като „етруски вази“. Много от тези късове са масово произвеждани предмети с ниско качество. Постепенно грънчарството се превръща в индустрия, а рисуването на керамичните съдове престава да бъде важна форма на изкуството в Древна Гърция.

## Изработка
В цяла Гърция глината за производство на керамични изделия е лесно достъпна. Най-доброкачествената, с високо съдържание на желязо, се намира в Атика и Коринт. При изпичане тя получава лек блясък и слаб оранжево-червен или бежов цвят. Глината се подготвя в утаители, така че за различни цели, може да се ползва материал с различна консистенция.
Гръцката керамика се прави задължително на грънчарско колело, обикновено последователно в отделни хоризонтални участъци – основата, долната, горната част на тялото, шията и накрая дръжките. След изсъхването тези секции се свързват помежду си с глина чрез приплъзване. Затова в много случаи е възможно да се забележат отпечатъците от това свързване от вътрешната страна на съда. След това той се поставя обратно върху колелото, за да се дообработят изгладените повърхности и маркерите и се прави окончателното оформяне. При този начин на работа всеки от съдовете е уникален, а малките разлики в размерите показват, че са използвани прости инструменти, а не изрязани шаблони.
След като съдът е готов се пристъпва към неговото украсяване. Този процес зависи от декоративния стил и модата, но популярните методи включват боядисване на целия, или само част от съда, с тънка черна леплива боя. Тя се нанася с четка и в много случаи следите продължават да се виждат. Боята е смес от алкален поташ или сода, глина със съдържание на силиций, и черен железен оксид. Тя се фиксира с помощта на урина или оцет, който при изпичане свързва трайно боята и глината.
Друга техника, която се използва значително по-рядко, представлява покриване на целия съд с бяла глина. Добавят се само линии или фигури в черно, като се използва по-гъста боя, която се нанася с четка или перо. Малките детайли обикновено се добавят с разредена черна боя. При това положената върху бялата глина боя дава жълтокафяв или тъмночервен цвят.
Декорираният съд се изпича в пещта при сравнително ниската температура от около 960 °C, което обяснява „мекотата“ на древногръцката керамика в сравнение например с китайския порцелан. Изпичането става неколкократно, в една и съща пещ, но при различни условия. Първо се пече в среда богата на кислород и с добра вентилация, което гарантира, че оранжевият и червеният цвят ще излязат на преден план. Второто изпичане е в среда бедна на кислород, с добавяне на вода или мокро дърво вътре в пещта. Това води до получаване на плътен и много тъмен черен цвят. Третия път съдовете се пекат отново в среда с добра вентилация, по време на което оцветените области са защитени от тънък слой вода. Така червеният и оранжевият цвят стават по-дълбоки и плътни.
Древногръцките керамични съдове често са подписвани, понякога от майстора и само понякога от художника. Стотици художници от онова време остават анонимни. Там, където подписите им са оцелели, те са наречени по темата, като „художникът на Ахил“ или по името на грънчаря, за когото са работели, като късно архаичния „художник от Берлин“.

## Форми
Гръцката керамика е богата на форми – от купи и чинии до огромни амфори. Въпреки това, през вековете много от формите остават относително постоянни. Причината е главно, защото гръцките грънчари произвеждат изделия почти само за практическа употреба – съдове за вино, вода, зехтин, парфюми и други. След като оптималната форма еволюира и вече достигне своето практическо съвършенство, тя се запазва и продължава да се копира. Заради това ограничение във формата, гръцките грънчари и художниците могат да изразят своята уникалност само в украсата на изделията.
Най-често срещаните форми на керамичните съдове са амфорите за съхраняване на вино, големите кратери за смесване на вино и вода, ойнохое за наливане на течности, киликси – чаши с хоризонтални дръжки, хидрии за течности, скифоси, лекити за благовонни масла и други. Допълненията, които се налагат при някои от съдовете, като дръжки например, са с внимателно обмислени форми и изработени така, че да се слеят с цялостната хармония на предмета. Често този ефект е подпомогнат и от декоративните елементи, създадени от художника.

## Периоди
Гръцката керамика, особено по отношение на декорацията, се развива през вековете и може да бъде категоризирана в няколко големи групи. Тези групи или стилове не преминават рязко от една в друга и в някои случаи, за да се възприеме и приложи новото, изтичат десетилетия. Също така в някои градове държави и региони новите стилове трудно си пробиват път или просто са предпочитани „старите“ стилове на декорация, дълго след като са излезли от употреба на други места. В допълнение някои градове и региони са последователни в своя тип декорация и предпочитат да следват собствения си артистичен път, вместо да имитират стила на най-доминиращите центрове като Атина и Коринт. Такива са например особено Лакония, Спарта, Кипър, Крит и Беотия.
Стилистичните периоди на древногръцкото грънчарство са следните:

1. Протогеометричен – от около 1050 г. пр. Хр. – атически, критски, евбейски

2. Геометричен – от около 900 г. пр. Хр. – атически, евбейски, цикладски, беотийски, коринтски, аргоски, критски, източногръцки

3. Ориентализиращ (протокоринтски, протоатически) – лаконски, евбейски, беотийски, цикладски, критски, източногръцки, западногръцки

4. Късно геометричен или архаичен – от около 750 г. пр. Хр.

5. Чернофигурален – от ранния VII век пр. Хр.

а) коринтски, лаконски, беотийски, евбейски, източногръцки – Хиос, Родос, Милет, Самос и Клазомена, западногръцки
б) атически

6. Червенофигурален – от около 530 г. пр. Хр. – атически и западногръцки
а) Строг стил – от 530 – 470 г. пр.н.е.

б) Класически стил – от 470 – 400 г. пр.н.е.

в) Къснокласически (керченски) стил – от 400 – 330 г. пр.н.е.

7. Вазопис на бял фон – края на VІ век пр.н.е.
Броят на цветовете, които са използвани при производството на съдовете, е ограничен от технологията на печене. Най-често срещани са черно, бяло, червено и жълто. В трите ранни периода съдовете са оставяни с техния естествен светъл цвят и украсявани допълнително с глазура, която в пещта придобива черен цвят.

### Протогеометричен период (1050 г. пр.н.е. – 900 г. пр.н.е.)
Преди около 1050 година пр. Хр., гръцките острови са заселени от микенците. След упадъка на микенската цивилизация Гърция преминава през т.нар. „тъмен период“, който много прилича на тъмните векове в Европа след падането на Римската империя. Историците наричат периода 1050 – 900 г. пр Хр. протогеометричен, когато се развива най-ранната фаза на геометричното изкуство в Гърция. През този период гърците успяват да възобновят културните си дейности, включително и грънчарството. Производството на керамични съдове показва, че хората по тези места водят уседнал живот и могат не само да изработват керамика, но и да я украсяват с доста сложен дизайн. Както и да създадат необходимите бои, четки и други инструменти за целта.
В началото керамиката напомня на техниките на минойската и микенската цивилизации, като декорациите се прилагат умерено и се използват сравнително прости форми. Протогеометричният стил се различава от по-ранните главно по това, че центърът на тежестта на съдовете е изместен по-надолу. По този начин се осигурява по-голяма стабилност на изделието. Краката и шията на съдовете са по-разчленени.
Най-популярните протогеометрични шарки са прецизно изрисувани кръгове, полукръгове, хоризонтални линии в черно и с големи площи от съда, оцветени единствено в черен цвят. Нов мотив на основата на изделията са отвесно подредените триъгълни точки – детайл, който съществува в продължение на векове и се превръща в основен елемент от по-късната чернофигурална керамика.

### Геометричен период (900 г. пр.н.е. – 700 г. пр.н.е.)
Геометричният стил се появява през около 900 г. пр.н.е. и се характеризира с обособяването на площи с правоъгълна форма, главно между дръжките на съда, които да бъдат декорирани. В това пространство, от двете страни на съда, се оформя ясно очертан линеарен дизайн. Именно през този период за първи път се появяват меандрите като често повтарящ се декоративен елемент. Той се запазва през вековете и достига до наши дни, като все още е широко използван почти навсякъде.
Долната част на геометричните съдове често е боядисана в черно и е отделена от останалата част с помощта на хоризонтални линии. През този период се появява и една нова, интересна геометрична форма – кръгла кутия (пиксида) с плосък капак, в средата на който са скулптирани от един до четири коня, които изпълняват функциите на дръжки.
От VІІІ век пр.н.е. геометричната керамична декорация започва да включва стилизирани човешки фигури, птици и животни, като почти цялата повърхност на съда е покрита с удебелени линии и форми, оцветени в кафяво и черно.

### Ориентализиращ (протокоринтски, протоатически) период (900 г. пр.н.е. – 600 г. пр.н.е.)
Ориентализиращият стил в керамиката и живописта се развива през VII – VI век пр.н.е. в Източна Гърция. Търговията със страните от Мала Азия влияе на развитието на този стил, характеризиращ се с изобразяването на извиващи се лозови клонки, цветя, флорални мотиви и животни.
Около VII век пр.н.е. ориентализиращият стил става популярен и в Древен Коринт. Художниците възприемат от източните си търговски партньори изобразяването на стилизирани растения, като лотоси, палми, дървото на живота и други. По съдовете започват да се извиват фризове с животински фигури. Използвайки извитите линии на египетската и асирийска керамика, те създават своя собствена, уникална гръцка версия.
Изработват се и съдове, които не са украсявани с рисунки. Вместо това е използвана водна глинена смес (фирнис). По време на изпичането в пещта зоните, рисувани с глинена смес, стават черни. Нерисуваните зони остават светлокафяви или червеникавокафяви, в зависимост от вида глина. Изобразяват се не реалистични растителни и животински фигури, а силуети и абстрактни образи. За 200 години коринтците успяват да разпространят керамиката си из целия гръцки свят, а Коринт става богат занаятчийски център.
Останалата част от Източна Гърция следва примера на Коринт, като на някои места предпочитаният цвят е червен, положен върху бял фон. Новата тенденция широко се разпространява в Атина и Цикладите, където в този нов, по-свободен стил, често се декорират огромни съдове, при които могат да се ползват по-големи площи за рисуване.

### Чернофигурален период (VІІ век пр.н.е.)
| Амфора билингва – червенофигурална страна |
| Амфора билингва – червенофигурална страна |

Чернофигуралната керамика е един от най-разпознаваемите гръцки дизайни в грънчарство. В по-късните периоди, когато естетиката се развива и променя, а техническата вещина на грънчарите се усъвършенства, започват да се изобразяват човешки фигури, обикновено представящи боговете или героите от гръцката история и митология – Зевс, Ахил, Атина и други. Фигурите при нея са по-сложни, отколкото само силуети, с черти на лицето, дрехи и оръжия, изобразени в червено и жълто. Също така популярни стават бойните и ловни сцени с участието на коне, много почитани от гърците. В по-късно време често се срещат еротични теми – хетеросексуални и мъжки хомосексуални. Постепенно древногръцката керамика се превръща в най-богатата енциклопедия на гръцкия свят и става един от най-ценните извори за гръцката история и култура.
Първите съдове в този стил, с добавени червени и бели елементи и врязани контури и детайли, произхождат от Коринт, а едни от най-добрите образци са изработени в Лакония и Южна Италия от евбейски заселници. Над всички останали обаче, като качество и разнообразие, доминират грънчарите и художниците от Атика, където стилът достига апогея си в края на VI век пр.н.е. Те продължават да диктуват гръцкия пазар на чернофигурална керамика и през следващите 150 години.
Не всички фигури при този стил са оцветени в черно. Често женското тяло е в бял цвят, а за аксесоарите и дрехите се използва лилаво-червен. Развива се голям интерес към фините детайли, като мускулите и косата, които се добавят към фигурите с помощта на остър инструмент. Начинът на изобразяване на фигурите и разнообразните им пози маркират зенита на гръцката вазопис. Най-добрите от тях са грациозни и уравновесени и често илюстрират момента непосредствено преди действителното движение или покоя след физическо натоварване. Добър пример за това е чернофигуралната ваза от художника Ексекий, изобразил Аякс и Ахил, играещи на някаква настолна игра, по време на Троянската война.
Типични съдове за ежедневна употреба от времето на чернофигуралната техника са лекити, киликси, пиксиди, обикновени чаши и купи. По изключение се изработват керамични съдове, ползвани като трофеи за победителите в различни игри, например панатенейските амфори. Амфорите, връчвани като награда на Панатенеите всеки четири години, обикновено се пълнят със свещен зехтин в Атина и се изработват индивидуално за всеки отделен случай. Направени са в стандартна форма, обемът им е 10,5 литра и са изпълнени с чернофигурална техника. Върху тях е изобразена Атина с надпис „награда от Атина“ и името на архонта, по времето на който са се състояли игрите.
Често чернофигуралната вазопис е първият, а понякога и единствен източник за станали исторически или митологични събития. Може би най-прочутият пример е вазата Франсоа, датирана от около 570 година пр.н.е. Това е голям волутен кратер, изработен от Ерготимос и изрисуван от Клитий с 270 човешки и животински фигури, изобразяващи сцени и герои от гръцката митология.

### Червенофигурален период (530 г. пр.н.е.)
Червенофигуралната техника, създадена през около 530 г. пр.н.е., променя принципа на декорация – в черно вече е оцветявана глината, а фигурите се изпълняват в червено. Художниците откриват нови пигменти и материали за бои. Грънчарската техника се усъвършенства, разработени са методи за изпичане на глазурата и завършване на декорацията. Постепенно червенофигуралната техника заменя чернофигуралната, но известно време двата стила се използват едновременно. Дори се появяват т.нар. „билингва“ съдове. Това е съд, при който едната страна е декорирана с чернофигурална техника, а другата – с червенофигурална.
Червенофигуралните съдове бавно заменят чернофигуралните, постепенно стават предпочитани в гръцката керамична декорация и доминират на пазара в продължение на 130 години. Този стил обогатява вазописта с голямо количество митологични сюжети, вече се срещат сцени от всекидневния живот, женски образи, интериор от грънчарските работилници, спортни сцени, такива, свързани с образованието и много други. Задълбочава се изобразяването на детайлите – анатомични подробности, различни изражения на лицето, гънките в облеклото. Внимателно се рисуват хитоните и се отразява модата на онова време. Правят се опити за рисуване в перспектива и застъпване на фигурите.
Формата на съдовете в този период обикновено се запазва. Изключение прави киликса, който става по-плитък и с по-къс крак, а рисуваният сюжет може да се проследи като се върти съда. Други, незначителни модификации, настъпват при хидрията, чието тяло става малко по-дебело и се появява амфората с много тънка шия. Декорацията на лекитите през този период често е рисувана на бял фон, както обикновено се изработват чиниите и чашите.

### Вазопис на бял фон
В края на VI век пр.н.е. се появява техника, при която се ползват разноцветни рисунки на фона на съдове, изработени от бяла глина. Тази техника се превръща в най-висше ниво на керамичната декорация. Използва се разнообразна палитра от цветове – бял, жълт, оранжев, червен, кафяв, зелен и други.
Приема се, че техниката на рисуване на бял фон е използвана за първи път от атинския вазописец Ахил. Керамичният съд се покрива с бял шликер от местна варовита глина и след това върху него се нанасят рисунките. С развитието на стила, бели започват да остават телата и дрехите на фигурите. Автор на първия известен лекит, изпълнен с тази техника, е Псиакс и е датиран ориентировъчно към 510 г. пр.н.е. Друг известен художник, работил в този стил е Пистоксен.